# Quintus Verius Superstis
Quintus Verius Superstis war ein im 3. Jahrhundert n. Chr. lebender Angehöriger des römischen Ritterstandes (Eques).
Durch eine Weihinschrift, die beim Kastell Vercovicium gefunden wurde und die auf 201/300 datiert wird, ist belegt, dass Superstis Präfekt der Cohors I Tungrorum war, die zu diesem Zeitpunkt in der Provinz Britannia stationiert war.